# Cupania grandiflora
Cupania grandiflora är en kinesträdsväxtart som beskrevs av J.F.Morales. Cupania grandiflora ingår i släktet Cupania och familjen kinesträdsväxter. Inga underarter finns listade i Catalogue of Life.